# Strombus Ridge
Strombus Ridge är en bergstopp i Antarktis. Den ligger i Sydorkneyöarna. Argentina och Storbritannien gör anspråk på området. Toppen på Strombus Ridge är 53 meter över havet. Strombus Ridge ligger på ön Signy. Den ligger vid sjöarna  Spirogyra Lake och Light Lake.
Terrängen runt Strombus Ridge är varierad. Trakten är obefolkad. Det finns inga samhällen i närheten. 